# Emanuele Ndoj
Emanuele Ndoj (Catania, Sicilia, Italia, 20 de noviembre de 1996) es un futbolista italiano de origen albanés. Juega de centrocampista y su equipo es el Ascoli Calcio 1898 FC de la Serie C de Italia. Es internacional absoluto con la selección de Albania desde el año 2018.

## Trayectoria

### Roma
Se formó en las inferiores de la AS Roma, aunque no llegó a jugar con el primer equipo.

### Brescia
El 1 de febrero de 2016 Ndoj fue transferido al Brescia Calcio.
Logró el título de la Serie B y el ascenso a la primera categoría en la temporada 2018-19, donde jugó 28 encuentros en la liga.
Alcanzó los cien partidos con el equipo antes de marcharse a finales de enero de 2022 al Cosenza Calcio como cedido hasta final de temporada. Una vez esta terminó, regresó a Brescia y se mantuvo en el club hasta rescindir su contrato el 11 de enero de 2024. Un mes después fichó por el Catania F. C., donde completó la temporada antes de unirse al Latina Calcio 1932 en agosto. En este equipo estuvo un único año y en julio de 2025 fichó por el Ascoli Calcio 1898 FC.

## Selección nacional
Ha representado a Albania en categorías inferiores.
Luego de su campaña en el Brescia durante la temporada 2017-18, Ndoj fue citado por Christian Panucci a la selección de Albania en octubre de 2017 para los encuentros clasificatorios de la UEFA para la Copa Mundial de Fútbol de 2018 contra España e Italia. Debutó con su selección en la derrota por 3-0 ante Kosovo en un encuentro amistoso.

## Clubes
| Club                    | País   | Año           |
| ----------------------- | ------ | ------------- |
| Brescia Calcio          | Italia | 2016-2024     |
| Cosenza Calcio (cedido) | Italia | 2022          |
| Catania F. C.           | Italia | 2024          |
| Latina Calcio 1932      | Italia | 2024-2025     |
| Ascoli Calcio 1898 FC   | Italia | 2025-presente |

## Estadísticas

### Selección nacional
| Adulta · Albania                                                                                            | 2018          | 3 | 1 | 1 | 0 | - | - | 4 | 1 |
| Adulta · Albania                                                                                            | 2019          | 0 | 0 | 2 | 0 | - | - | 2 | 0 |
| Adulta · Albania                                                                                            | Total         | 3 | 1 | 3 | 0 | 0 | 0 | 6 | 1 |
| Total carrera                                                                                               | Total carrera | 3 | 1 | 3 | 0 | 0 | 0 | 6 | 1 |
| (1) Incluye los partidos de la Clasificación para la Eurocopa 2020 y la Liga de Naciones de la UEFA 2018-19 |               |   |   |   |   |   |   |   |   |

## Palmarés

### Títulos nacionales
| Título  | Club           | País   | Año     |
| ------- | -------------- | ------ | ------- |
| Serie B | Brescia Calcio | Italia | 2018-19 |